# Joao Rojas (ur. 1997)
Joao Joshimar Rojas López (ur. 16 sierpnia 1997 w El Guabo) – ekwadorski piłkarz występujący na pozycji skrzydłowego, reprezentant Ekwadoru, od 2024 roku zawodnik Barcelony SC.